# Kettcar (musikgrupp)

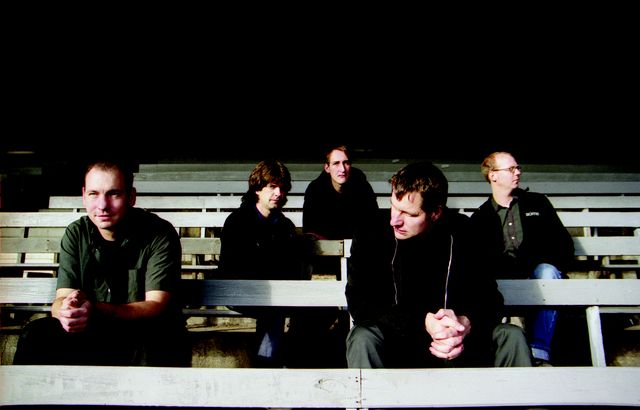

Kettcar är en popgrupp från Hamburg i Tyskland, startad 2001. Gruppens namn namn kommer från leksaksfordonet Kettcar.